# Emalahleni
Emalahleni (dawniej Witbank) – miasto w Republice Południowej Afryki, w prowincji Mpumalanga, na północ od Johannesburga. Około 311,5 tys. mieszkańców.
W mieście rozwinął się przemysł chemiczny oraz hutniczy.